# Staré Práchňany
Staré Práchňany (Duits: Altprachnan) is een Tsjechische plaats in de gemeente Čechtice, regio Midden-Bohemen, en maakt deel uit van het district Benešov. Het dorp ligt op 3 kilometer afstand van Čechtice.
Staré Práchňany telt 24 inwoners (2021).

## Geschiedenis
De eerste schriftelijke vermelding van het dorp dateert van 1388.
In 1960 werd Staré Práchňany, samen met Čechtice, ingedeeld bij het district Benešov.

## Verkeer en vervoer

### Autowegen
Er leidt een regionale weg naar het dorp.

### Spoorlijnen
Er is geen station in Staré Práchňany. Het dichtstbijzijnde station is in Zdislavice, op zo'n veertien kilometer afstand. Dat station ligt aan de spoorlijn van Benešov naar Vlašim.

### Buslijnen
Er is één bushalte in het dorp:
| Halte                     | Lijn(en) | Traject(en)         | Vervoerder(s) |
| ------------------------- | -------- | ------------------- | ------------- |
| Čechtice, Staré Práchňany | 847      | Čechice - Čáslavsko | CŠAD Benešov  |

## Bezienswaardigheden
- Dorpskapel

## Galerij

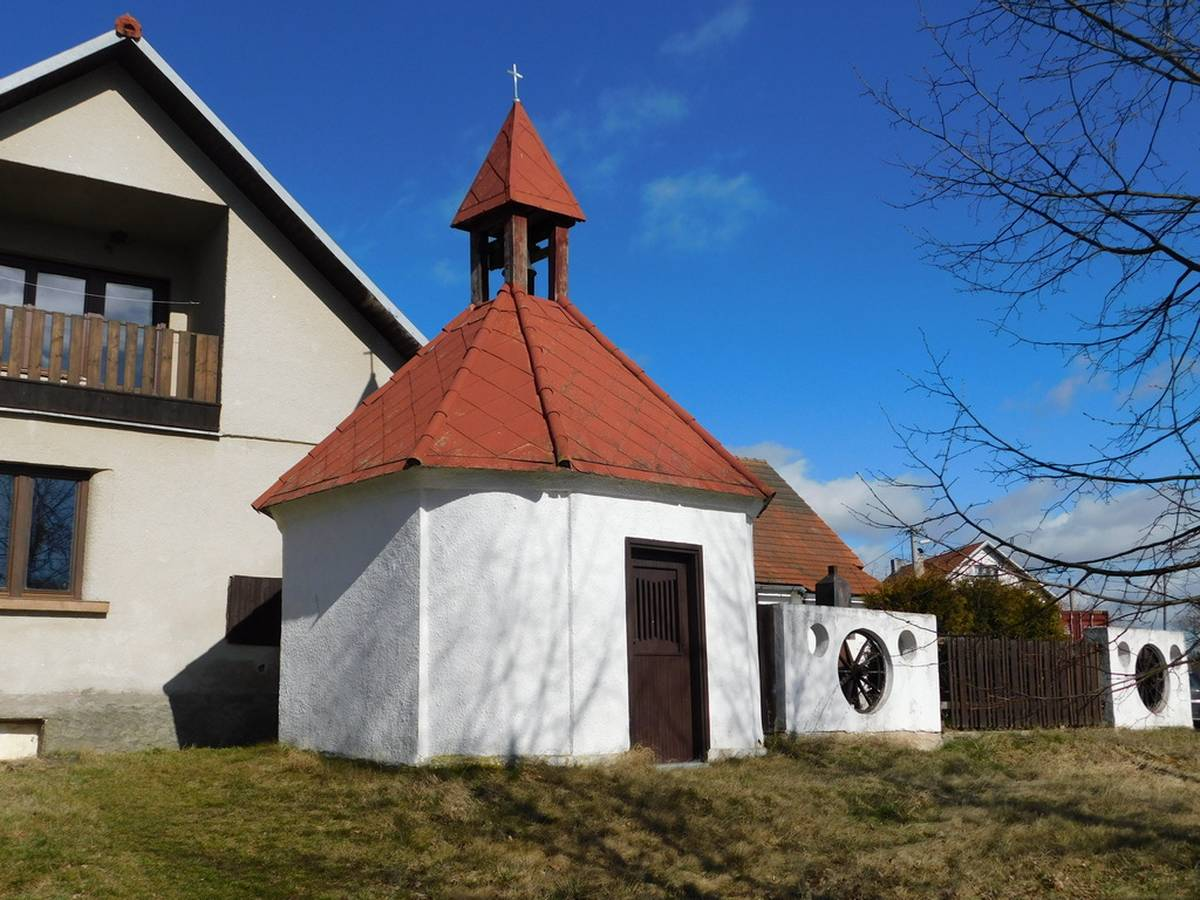
Dorpskapel (2021)
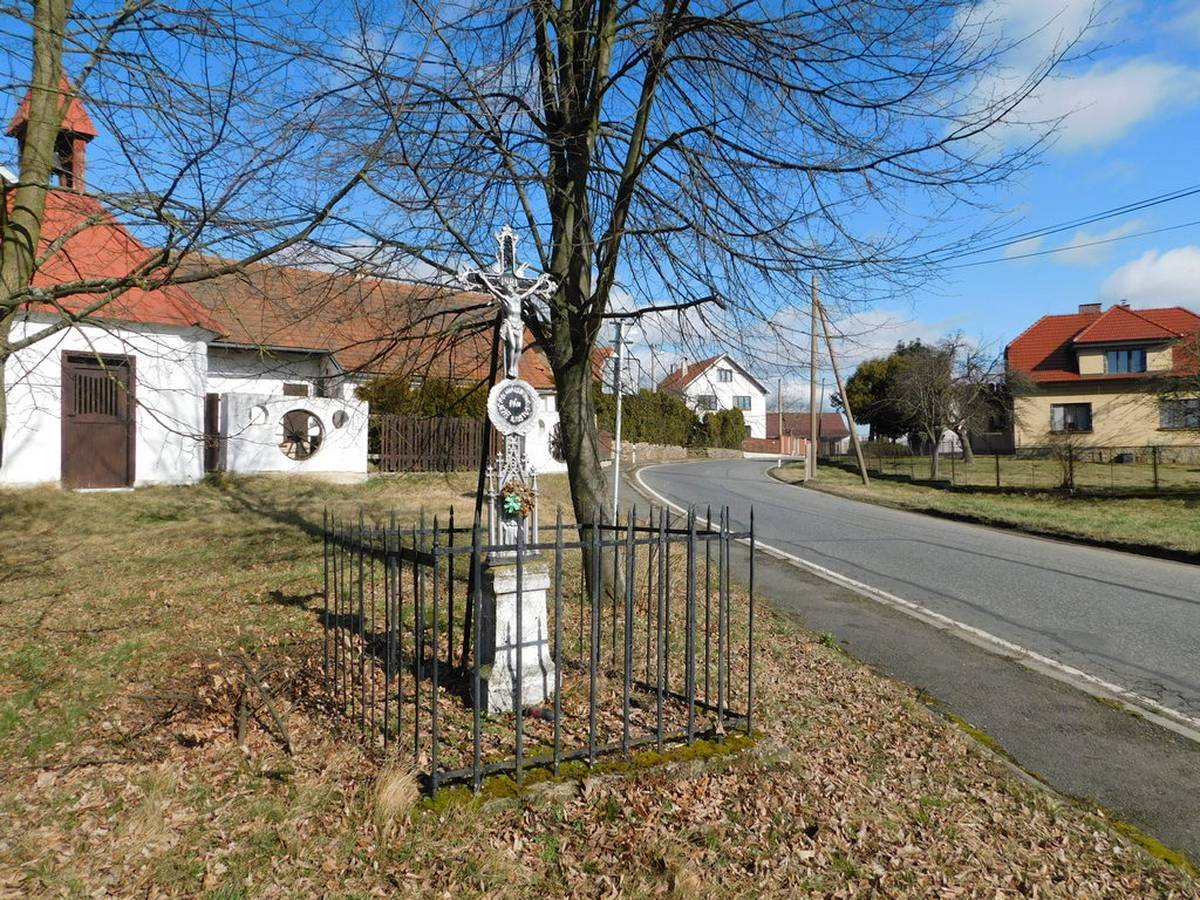
Kruis voor de kapel (2021)
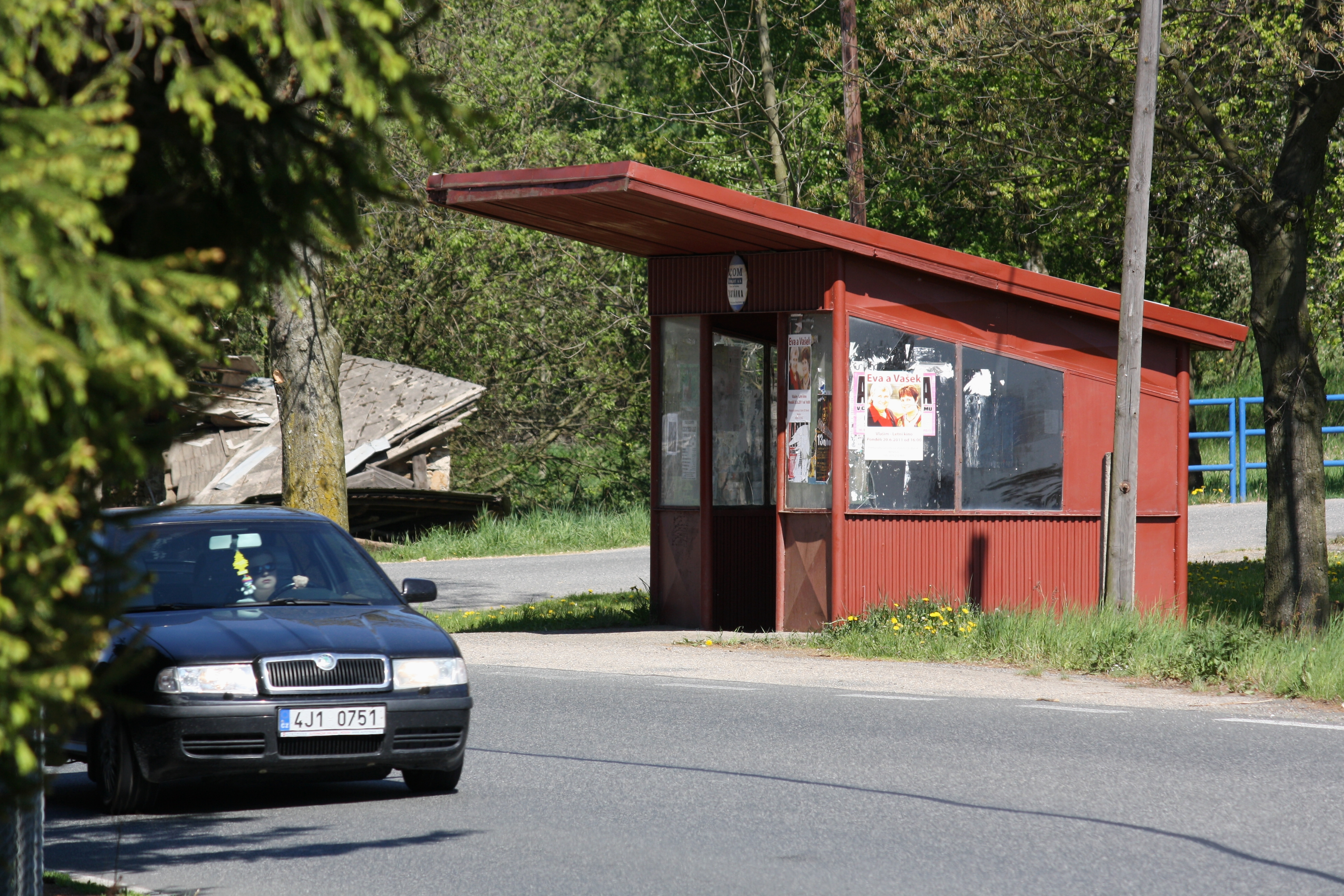
Bushalte in het dorp (2011)
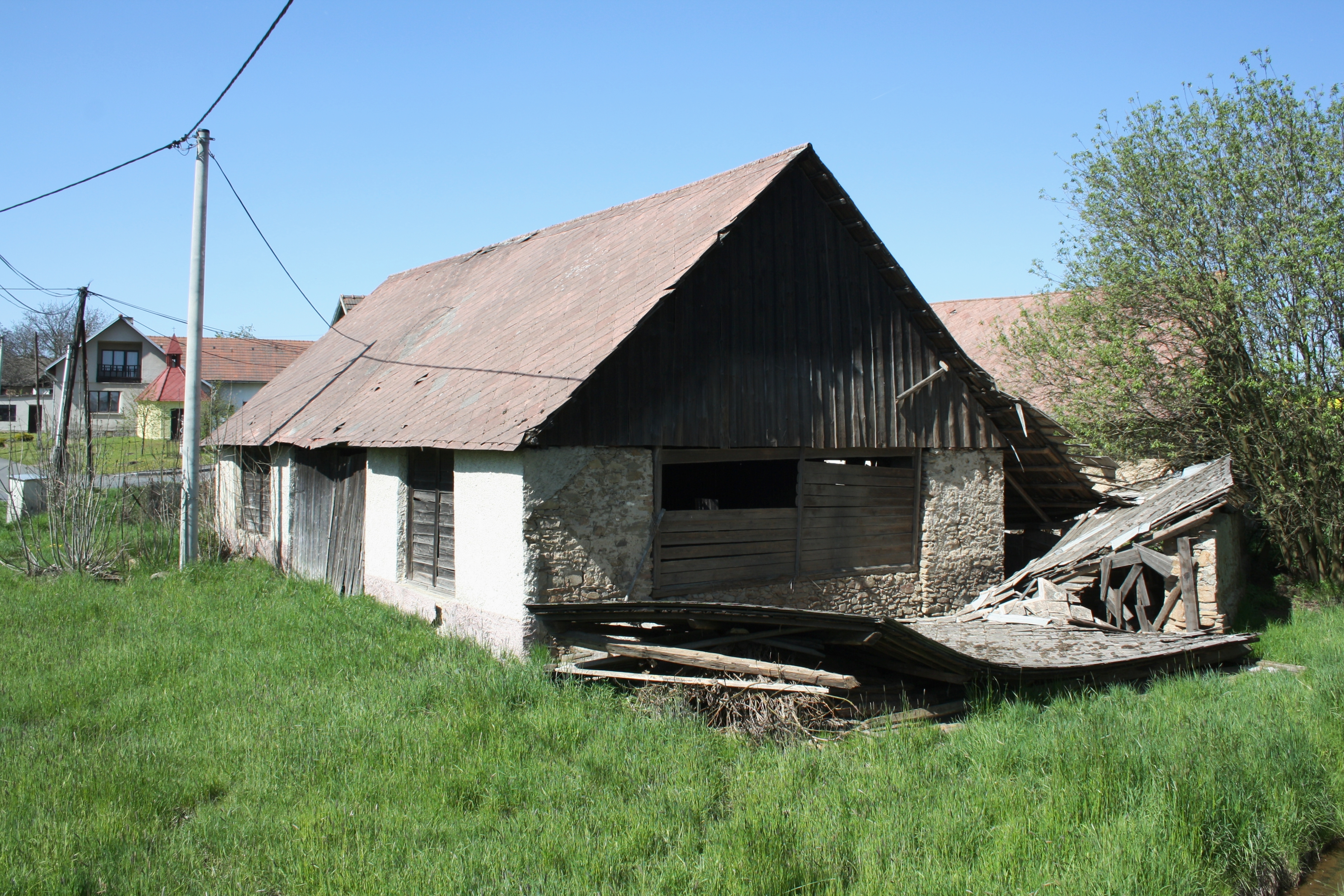
Vervallen boerderij (2011)
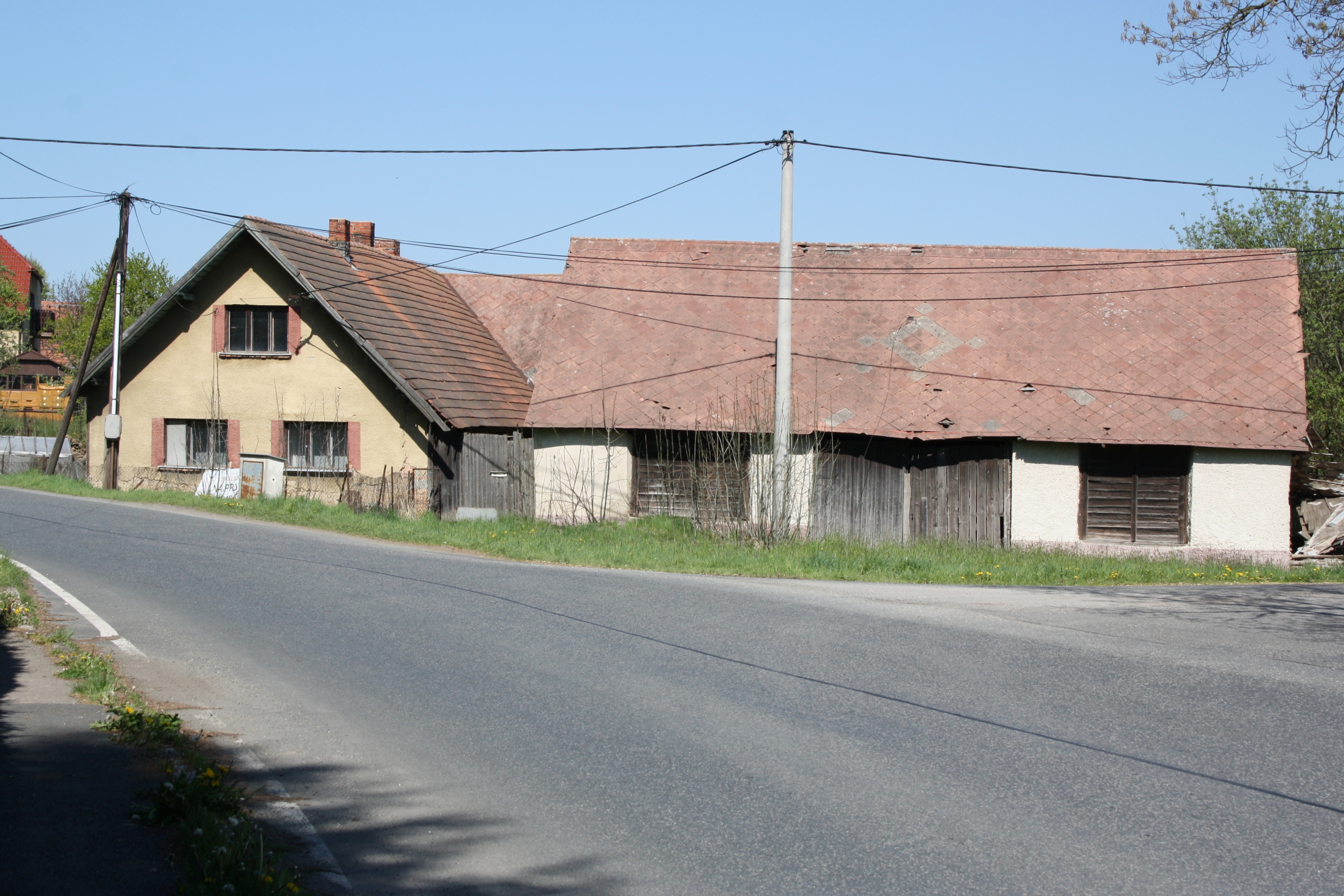
Huis en vervallen boerderij (2011)